# سامرالدین سعدیف
سامرالدین سعدیف (۱۹۱۸–۱۹۸۳) بازیگر سینما و کارگردان تلویزیونی اهل کشور تاجیکستان بود.